# Tipula epione
Tipula epione är en tvåvingeart som beskrevs av Alexander 1944. Tipula epione ingår i släktet Tipula och familjen storharkrankar.
Artens utbredningsområde är Bolivia. Inga underarter finns listade i Catalogue of Life.